# Mchoteka
Mchoteka ist ein Verwaltungsbezirk (Ward) des Distrikts Tunduru in der tansanischen Region Ruvuma.

## Geografie
Mchoteka liegt im Süden von Tansania etwa 70 Kilometer Luftlinie südwestlich der Distrikthauptstadt Tunduru an der Grenze zu Mosambik. Das größte Gewässer ist der Fluss Rovuma, der die Grenze zu Mosambik bildet. Der Bezirk grenzt im Norden an Marumba, im Nordosten an Mbati und Nalasi Mashariki, im Osten an Nalasi Magharibi, im Süden an Mosambik und im Westen an den Bezirk Magazini des Distrikts Namtumbo. Bei der Volkszählung 2022 lebten 16.133 Menschen in 4121 Haushalten auf einer Fläche von 338 Quadratkilometern.

## Gliederung
Der Bezirk besteht aus fünf Gemeinden (Mtaa) mit 35 Orten (Kitongoji):
| Njenga - Songambele - Mageuzi - Sisi Kwa Sisi - Muungano - Mzalendo - Tuleane - Madina - Kitongoji B - Kitongoji C | Mnemasi - Chimbuko - Imani - Umoja | Kitani - Minazini - Ngalinje - Kitani - Shuleni - Tendawema - Kitanda - Mnemasi - Sokoni | Mkolola - Miembeni - Mabatini - Ruvuma - Njawanga - Shuleni - Likolongo - Maisha ya Leo - Chikole | Likweso - Zanzibara - Tanga - Miembeni - Amani - Ruvuma - Andeni - Muungano |

## Wirtschaft und Infrastruktur
- Bildung: Die Mchoteka Secondary School ist eine staatliche weiterführende Schule. Sie bildet etwa 100 Jugendliche bis zur 4. Stufe aus.[8]
- Gesundheit: Im Bezirk liegt ein staatliches Gesundheitszentrum.[9]